# Gare de Heiligenberg - Mollkirch
Gare de Heiligenberg - Mollkirch vasútállomás Franciaországban, Heiligenberg településen.

## Vasútvonalak
Az állomást az alábbi vasútvonalak érintik:
- Strasbourg–Saint-Dié-vasútvonal

## Kapcsolódó állomások
A vasútállomáshoz az alábbi állomások vannak a legközelebb:
- Gare d’Urmatt
- Gare de Gresswiller